# Макроміцети
Макроміцети (грец. makros — великий; грец. mykes — гриб) — гриби, що мають плодове тіло, яке утворюється над поверхнею ґрунту, вони мають багатоклітинну грибницю. Це найчастіше шапинкові гриби.